# Weiperz-Berg bei Breunings und Weiperz
Der Weiperz-Berg bei Breunings und Weiperz ist ein Naturschutzgebiet auf dem Gebiet der Gemeinde Sinntal im Main-Kinzig-Kreis in Hessen. Das Naturschutzgebiet liegt westlich der Landesstraße L 3371 zwischen den Sinntaler Ortsteilen Weiperz im Norden und Breunings im Süden.

## Bedeutung
Das 36,68 ha große Gebiet mit der Kennung 1435032 ist seit dem Jahr 1990 als Naturschutzgebiet ausgewiesen.